# Mukoyōshi
Un mukoyōshi (婿養子, « beau-fils adopté ») est, au Japon, un homme adulte adopté par une famille en tant que mari de la fille et qui prend son nom de famille.
Généralement, au Japon, une femme prend le nom de son mari et est adoptée par sa famille. Quand une famille, en particulier propriétaire d'une entreprise bien établie, n'a pas d'héritier masculin mais a une fille célibataire d'un âge approprié, elle épousera le mukoyōshi, un homme choisi spécialement pour sa capacité à diriger l'entreprise familiale. S'il n'y a pas de fille, le candidat peut choisir une mariée de l'extérieur de sa famille adoptive (fufu-yōshi).
Cette pratique existe pour préserver l'entreprise et le nom de la famille lorsqu'il n'y a pas d'héritier masculin car les entreprises japonaises sont traditionnellement transmises à l'héritier masculin le plus âgé. La pratique est également exercée s'il n'y a pas d'héritier masculin capable de gérer l'entreprise familiale.
C'est une tradition séculaire qui est encore largement pratiquée de nos jours. De nombreuses entreprises japonaises internationales comme Suzuki, Kikkoman, ou Toyota, ont adopté cette pratique.
Cette adoption d'adultes (en) peut avoir lieu chez les couples où la famille de la femme a un rang socio-économique plus élevé que la famille de l'homme, où la femme n'a pas de frères pour hériter du nom de famille, lorsque l'homme a été désavoué par sa propre famille ou lorsque la famille de l'homme provient d'un milieu notoire ou honteux et préfère ainsi cacher son identité.